# Sayram Hu
Sayram Hu är en sjö i Kina. Den ligger i den autonoma regionen Xinjiang, i den nordvästra delen av landet, omkring 520 kilometer väster om regionhuvudstaden Ürümqi. Sayram Hu ligger 2 072 meter över havet. Arean är 458 kvadratkilometer. Den sträcker sig 25,5 kilometer i nord-sydlig riktning, och 30,3 kilometer i öst-västlig riktning.
Genomsnittlig årsnederbörd är 719 millimeter. Den regnigaste månaden är juni, med i genomsnitt 117 mm nederbörd, och den torraste är mars, med 16 mm nederbörd.